# Mark De Geest
Mark De Geest (1951) is een Belgisch auteur en filmregisseur.

## Biografie
De Geest studeerde filmregie aan het Rits te Brussel. In 1974 begon hij te werken als tv-regisseur bij de VRT. Hij werkte onder meer als redacteur en regisseur voor de culturele talkshow Eiland en maakte een aantal portretten van Europese culturele hoofdsteden. Daarnaast realiseerde hij een afzonderlijke documentaires, onder andere over de geschiedenis van de resterende panoramaschilderijen in Europa. In 1983 ontving hij, samen met Jacques Servaes, de tweede vermelding in de jaarlijkse scenariowedstrijd van de Vlaamse Gemeenschap voor zijn script Zwart Geld. Vanaf 1992 werkt hij als regisseur voor de misdaadserie Heterdaad en regisseerde afleveringen van de tv-series Niet voor Publicatie, Windkracht 10 en Flikken. Samen met Frank Van Mechelen regisseerde hij Stille Waters, in 2003 winnaar van de Prix Italia.
Als programmamanager fictie was Mark De Geest een tijdlang verantwoordelijk voor het fictie-aanbod van Eén. Onder zijn leiding kwamen onder meer Witse en Katarakt tot stand. Hij trad ook op als coproducent voor De Zaak Alzheimer en De Indringer. 
De Geest is geïnteresseerd in de geschiedenis van de Eerste Wereldoorlog.  Als coördinator van het VRT-project 2014-18 De Grote Oorlog – 100 jaar later legde hij als scriptschrijver de basis voor de serie In Vlaamse Velden. Hij schreef ook een boek over België in de Eerste Wereldoorlog, getiteld Brave Little Belgium. Dit boek vormde op zijn beurt weer de basis voor de gelijknamige Canvasreeks, die in het herdenkingsjaar 2014 werd uitgezonden en waaraan historica Sophie De Schaepdrijver haar medewerking verleende.In 2015 won deze serie de tweejaarlijkse IAMHIST Michael Nelson Prize for a Work in Media and History. In 2017 publiceerde De Geest 14-18 in 100 Dagen, zijn tweede boek over de Eerste Wereldoorlog. In 2018 volgde dan Een dure Vrede, waarin De Geest de teleurgang van België als economische en industriële grootmacht tijdens de Eerste Wereldoorlog beschrijft.
In het voorjaar van 2020 publiceerde De Geest Transport XX - bestemming Auschwitz, een historische roman gebaseerd op het waargebeurde en unieke verhaal van de overval op het 20ste konvooi, dat op 19 april 1943 met 1.631 Joden vanuit de kazerne Dossin in Mechelen vertrok met bestemming Auschwitz. 
In november 2024 verscheen Schoten in Sarajevo over de aanslag op 29 juni 1914, waarbij student Gavrilo Princip de Oostenrijks-Hongaarse aartshertog en troonopvolger Franz Ferdinand en zijn echtgenote doodde en die de Eerste Wereldoorlog ontketende. Voor dit boek reisde Mark De Geest door het voormalige Habsburgse keizerrijk en volgde de voetsporen van Gavrilo Princip en Franz Ferdinand. In zijn boek vertelt hij waarom de straatarme student en de steenrijke aartshertog naar Sarajevo trokken, waarom Princip de troonopvolgr naar het leven stond en wat de gevolgen van de aanslag zijn tot op heden. 